# Claudio Yacob
Claudio Ariel Yacob (ur. 18 lipca 1987 w Carcarañie) – argentyński piłkarz występujący na pozycji pomocnika. Zawodnik klubu Nottingham Forest.

## Kariera klubowa
Yacob zawodową karierę rozpoczynał w sezonie 2006/2007 w zespole Racing Club z Primera División Argentina. W tych rozgrywkach zadebiutował 24 marca 2007 roku w zremisowanym 2:2 pojedynku z Arsenalem Sarandí. W debiutanckim sezonie w lidze zagrał 10 razy. Od początku następnego sezonu stał się podstawowym graczem składu Racingu. 3 maja 2009 roku w wygranym 4:1 spotkaniu z Arsenalem Sarandí strzelił pierwszego gola w Primera División.
24 lipca 2012 roku podpisał kontrakt z klubem z Premier League, West Bromwich Albion. Zadebiutował w meczu z Liverpoolem, za który został wybrany graczem meczu.

## Kariera reprezentacyjna
W reprezentacji Argentyny Yacob zadebiutował 17 marca 2011 roku w wygranym 4:1 towarzyskim meczu z Wenezuelą. 21 kwietnia 2011 roku w zremisowanym 2:2 towarzyskim spotkaniu z Ekwadorem strzelił pierwszego gola w drużynie narodowej.